# Momordica dioica
Espèce
Momordica dioica est une espèce de plantes à fleurs de la famille des Cucurbitacées, apparentée au concombre amer, dont le fruit est utilisé comme légume en Inde et dans certaines zones de l’Asie du Sud-Est.

## Publication originale
- Roxb. ex Willd., Sp. Pl. 4(1): 605 1805.